# SP za žene u velikom rukometu 1956.
Svjetsko prvenstvo za žene u velikom rukometu 1956. igrano je u Njemačkoj, od 1. do 8. srpnja 1956. godine.

## Konačni poredak
1.  Rumunjska

Ileana Colesnicov, Lucia Dobre, Victorița Dumitrescu, Irina Günther, Magda Haberpursch, Eleana Jianu, Irina Nagy, Elena Padureanu, Aurora Popescu, Carolina Raceanu, Aurelia Salageanu, Maria Scheip, Ana Starck, Iosefina Ugron, Mora Windt.

2.  Njemačka

Trudel Hannen, Ursula Hintze, Ursula Kusserow, Annemarie Kübert-Becker, Gertrud Künzler, Lisa Müller-Wiedler, Hildegard Anderla, Ursula Burmeister, Anneliese Götz-Hagdorn, Sigrid Röthig-Panse, Rosemarie Schöne, Mina Steiner-Zimoni, Ingeborg Walther-Lirka, Christa Warns, Edith Wendrich

3.  Mađarska

Rozalia Dedrak, Jolan Durian, Laszlone Furman, Hedvig Gorencz, Ilona Hamori, Gabriella Holecz, Maria Lehoczki, Maria Mak, Erzsebet Antal, Edit Bödö, Maria Molnar, Gizella Simon, Lidia Simonek, Hilda Teleki, Maria Tramita

4.  Austrija

5.  FNRJ

Jelena Genčić, Vučić, Magda Hegedüš, Vlasta Nikler, Nada Rukavina, Branka Mihalić,  Nada Vučković, Marija Sabljak,  Katarina Hosi, Erika Toth,  Ankica Ostrun, Vlajčić.

6.  Francuska